# Шнайттенбах
Шнайттенбах (нім. Schnaittenbach) — місто в Німеччині, розташоване в землі Баварія. Підпорядковується адміністративному округу Верхній Пфальц. Входить до складу району Амберг-Зульцбах.
Площа — 62,55 км2. Населення становить 4183 ос. (станом на 31 грудня 2020).